# آزوولد إيفري
آزوولد ثيودور إيفري الابن (بالإنجليزية: Oswald Avery) (ولد في 21 أكتوبر عام 1877 وتوفي في 20 فبراير عام 1955) كان طبيبًا وباحثًا طبيًا أمريكًا  من أصل كندي. قضى الجزء الرئيسي من حياته المهنية في مستشفى روكفلر في مدينة نيويورك. كان إيفري واحدًا من أوائل علماء البيولوجيا الجزيئية ورائدًا في الكيمياء المناعية، ولكنه اكتسب شهرته من تجربته (التي نُشرت عام 1944 بالعمل مع زملائه كولين ماكليود وماكولين مكارتي) التي خلصت إلى أن الحمض النووي الريبوزي منقوص الأكسجين هو المادة التي تُشكل الجينات والكروموسومات.
قال أرني تيسيليوس الحائز على جائزة نوبل إن إيفري كان أكثر العلماء استحقاقًا لكنه لم يحصل على جائزة نوبل تكريمًا لإنجازاته، إلا أنه كان قد رُشح لجائزة نوبل في ثلاثينيات وأربعينيات وخمسينيات القرن الماضي.
سُمّيت فوهة إيفري القمرية على شرفه.

## النشأة والتعليم
ولد إيفري في هاليفاكس، نوفا سكوشا في عام 1877 لأبيه فرانسيس جوزيف إيفري، الذي كان كاهنًا معمدانيًا، ووالدته إليزابيث كراودي. هاجر الزوجان من بريطانيا في عام 1873. ولد أوزوالد أفيري ونشأ في منزل خشبي صغير في شارع موران في الطرف الشمالي من هاليفاكس، والذي تحوّل اليوم إلى مبنًى تراثي. عندما كان إيفري في العاشرة من عمره، انتقلت عائلته إلى الجانب الشرقي الأدنى من مدينة نيويورك. نال إيفري شهادته الجامعية من جامعة كولغيت وكان طالبًا في صف تخرج عام 1900. درس إيفري الموسيقى في البداية ثم انتقل لدراسة الطب في الجامعة ليحصل على شهادته الطبية وبدأ ممارسة المهنة في عام 1904.

## معهد روكفلر
في عام 1912، عرض عليه روفوس كول، الذي أبدى اهتمامًا ببعض من منشورات إيفري، منصبًا في مستشفى روكفلر الذي كان قد افتتح مؤخرًا، وهو مؤسسة تخص البحوث السريرية وتتبع لمعهد روكفلر. وقد قبل إيفري العرض. وفي المعهد، طور كول وإيفري وألفونس دوشيز أول مصل مناعي فعال ضد سلالة من البكتيريا المسببة للالتهاب الرئوي. أُنتج المصل من دم الخيول المصابة.

## جدل حول العامل المسبب للمرض في وباء إنفلونزا عام 1918
في ذروة وباء الإنفلونزا عام 1918، كانت الفرضية السائدة هي أن العامل المسبب للمرض كان بكتيريا - على وجه التحديد، «المستدمية النزلية» (التي كانت تُسمى آنذاك «عصيات فايفر» أو «عصيات الإنفلونزا»)، وهي جرثومة عُزلت لأول مرة على يد عالم الجراثيم الألماني ريتشارد فايفر، والتي حدد وجودها في عينات أنفية من المرضى بالأنفلونزا الموسمية قبل عقود، والتي وجدت أيضا في العديد من العينات المأخوذة من مرضى وباء عام 1918 ولكن ليس جميعها. كان الفشل في عزل عصيات الإنفلونزا في بعض المرضى راجعًا بشكل عام إلى صعوبة زرع البكتيريا.
وجد بيتر أوليتسكي وفريدريك غيتس في معهد روكفلر أن الإفرازات الأنفية من المرضى المصابين كانت لا تزال قادرة على التسبب بالمرض في رئتي الأرانب حتى بعد تصفيتها من خلال فلتر بروكفيلد القادر على عزل البكتيريا، لكن الباحثين الآخرين لم يتمكنوا من الوصول إلى نفس النتائج. في مستهل الأمر، شكك إيفري في البيانات التي خرج بها كل من أوليتسكي وغيتس، ثم شرع في إثبات فرضية عصيات الإنفلونزا. لذلك الغرض، طوّر وسيط زرع مُحسّن لعصيات الإنفلونزا، والتي كانت مُعتمدة على نطاق واسع وخفّضت من احتمال إظهار سلبيات كاذبية. على كل حال، ظل من غير الممكن العثور على عصيات الإنفلونزا لدى جميع مرضى الإنفلونزا. لم يتم اكتشاف السبب الحقيقي وراء مرض الإنفلونزا -وهو فيروس- على ثلاثينيات القرن الماضي.